# Marco Steffens

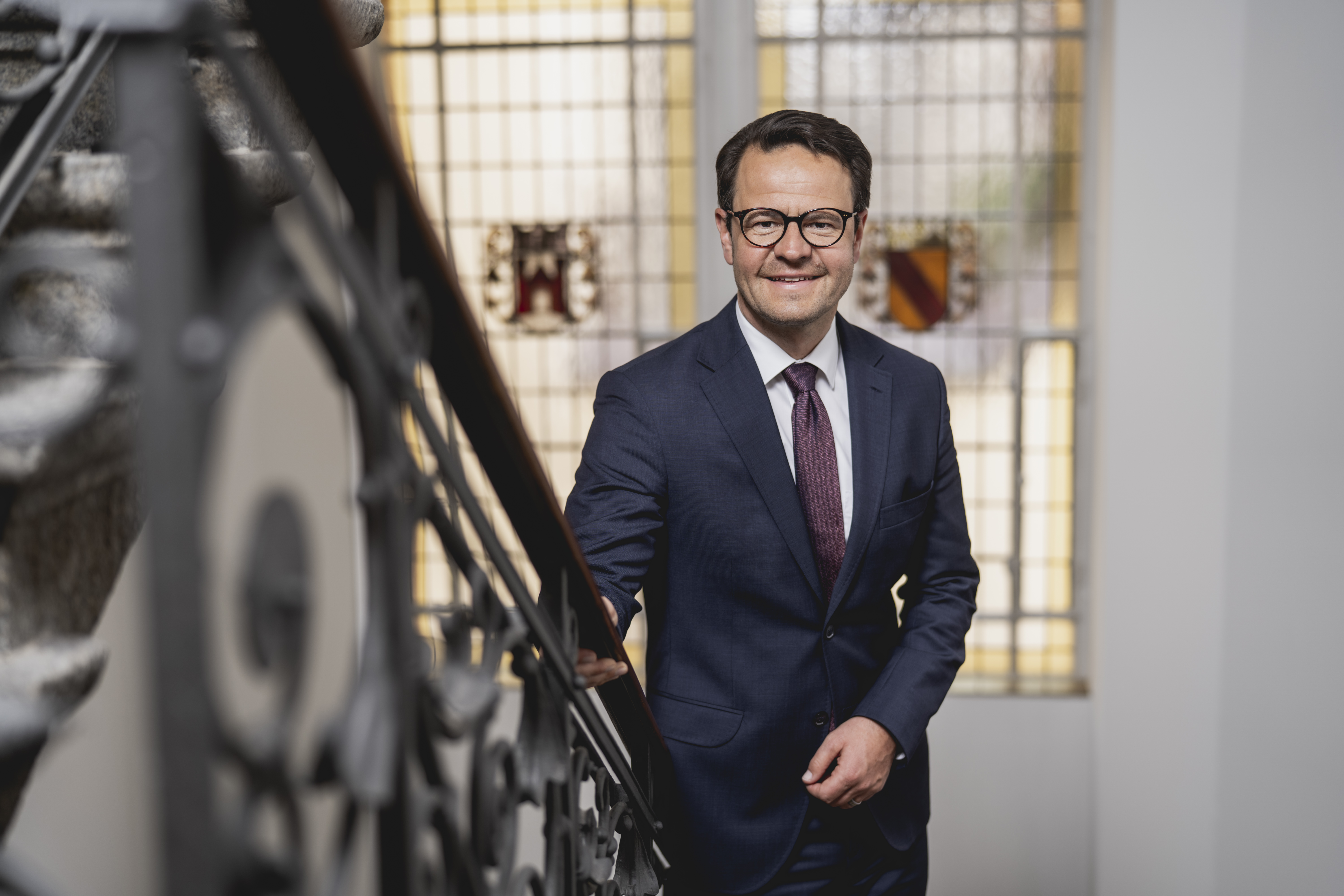
Marco Steffens im Rathaus Offenburg (2020)

Marco Steffens (* 9. August 1978 in Villingen-Schwenningen) ist ein deutscher Politiker der CDU.

## Leben
Aufgewachsen ist Steffens in Niedereschach. Nach dem Abitur am Zinzendorf-Gymnasium Königsfeld im Schwarzwald studierte er von 2000 bis 2005 Verwaltungswissenschaften an der Universität Konstanz und Bath/England. Im Anschluss an sein Studium war er bis 2007 persönlicher Referent des Ministers für Ernährung und Ländlichen Raum des Landes Baden-Württemberg und Leiter der Geschäftsstelle der Verbraucherschutz-Ministerkonferenz beim Ministerium für Ernährung und Ländlichen Raum des Landes Baden-Württemberg.
2007 wurde er in der Gemeinde Willstätt im Ortenaukreis zum Bürgermeister gewählt, wo er 2015 für eine zweite Amtsperiode bestätigt wurde. Am 14. Oktober 2018 erfolgte im ersten Wahlgang mit 52 % aller Stimmen seine Wahl zum Oberbürgermeister Offenburgs, Steffens trat sein Amt am 3. Dezember 2018 an.

## Familie
Marco Steffens ist verheiratet. Er hat eine Tochter und einen Sohn.